# Zweizehen-Aalmolch
Der Zweizehen-Aalmolch (Amphiuma means) ist eine Art der Aalmolche (Amphiumidae). Er kann eine maximale Körperlänge von über einem Meter erreichen und ist an der östlichen und südöstlichen Küste Nordamerikas bis zum Mississippi verbreitet.

## Merkmale
Der Zweizehen-Aalmolch erreicht wie der Dreizehen-Aalmolch (A. tridactylum) eine durchschnittliche Körperlänge von etwa 35 bis 76 Zentimetern, wobei auch Rekordlängen bis 1,16 Meter belegt sind. Damit ist er die größte Art der Aalmolche. Der Molch ist langgezogen; seine kleinen Beine sind mit jeweils zwei Zehen ausgestattet, wodurch das Tier seinen Namen erhielt und auch von den anderen Arten der Familie abgegrenzt werden kann. Die Körperfärbung ist dunkelbraun bis schwarz, wobei auch die Bauchseite diese Färbung aufweist.

## Verbreitung
Sein Verbreitungsgebiet umfasst das Küstenland, das von Virginia über ganz Florida bis weiter westwärts zum südlichen Mississippi River reicht. Das Verbreitungsgebiet umfasst alle Arten von Gewässern von kleinen und größeren Teichen und Überschwemmungswiesen über Sümpfe und Seen bis hin zu langsam fließenden Flüssen.

## Lebensweise
Zweizehen-Aalmolche leben fast ausschließlich aquatisch und kommen nur bei sehr nassem Wetter im Bereich von Sümpfen und Überschwemmungsflächen an Land. Sie verstecken sich häufig im Schlamm oder unter Detritus und warten auf vorbeischwimmende Beutetiere wie Insekten, Amphibien, Krebse, Schlangen oder kleinere Fische.